# Coeloplana thomsoni
Coeloplana thomsoni är en kammanetart som beskrevs av Matsumoto 1999. Coeloplana thomsoni ingår i släktet Coeloplana och familjen Coeloplanidae. Inga underarter finns listade i Catalogue of Life.